# Markus Landolt

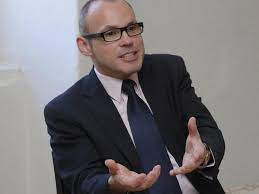

Markus Landolt (* 10. Juli 1961 in Näfels, Glarus Nord) ist ein Schweizer Unternehmer und Politiker (parteiunabhängig, früher Christlichdemokratische Volkspartei, CVP).

## Leben
Markus Landolt absolvierte eine kaufmännische Ausbildung. Anschliessend studierte er Betriebsökonomie. Im Jahre 1988 gründete er die GBT Gesellschaft für Beratung und Treuhand in Glarus, Schweiz, die er bis 2001 leitete. 1999 erwarb Markus Landolt als Inhaber und CEO die 1880 gegründete, unmittelbar vor dem Konkurs stehende ag möbelfabrik horgenglarus in Glarus – ein Monument der Schweizer Kultur – und verkaufte sie 2011 nach erfolgreicher Sanierung und Neupositionierung an die Freiherren v. Nordeck zu Nordeck beziehungsweise an deren hannoversche  v. Nordeck Holding GmbH & Co. KG, eine Abspaltung des Bahlsen-Konzerns. 2012 zog er sich bei der ag möbelfabrik horgenglarus als Geschäftsführer zurück.
Er ist seit 1989 Stiftungsrat der Hedy Zwicki Stiftung. Ausserdem war er von 1990 bis 2002 Bankrat der Glarner Kantonalbank und von 1989 bis 2001 Mitglied der Verwaltungskommission der Glarner Sachversicherung.

## Politische Karriere
Markus Landolt war von 1988 bis 2000 Glarner Landrat für die CVP.

## Ehrungen
Im November 2012 verlieh die Bundesstadt Bern an Markus Landolt für seine denkmalpflegerischen Leistungen bei der Renovation des schweizerischen Parlamentsgebäudes (Bundeshaus) und des Berner Rathauses den Dr. Jost Hartmann-Preis. Diese beiden Gebäude zählen zum UNESCO-Weltkulturerbe der Stadt Bern.